# غريغور إبنر
غريغور إبنر (بالألمانية: Gregor Ebner)‏ (و. 1892 – 1974 م) هو طبيب، وسياسي ألماني، ولد في إشنهاوزن، كان عضوًا في الحزب النازي، كان عضوًا في شوتزشتافل، توفي في فولفراتسهاوزن، عن عمر يناهز 82 عاماً.